# Center for Nanointegration Duisburg-Essen
Das Center for Nanointegration Duisburg-Essen (CENIDE) ist eine zentrale Forschungseinrichtung der Universität Duisburg-Essen.

## Geschichte
Das Center for Nanointegration Duisburg-Essen, kurz CENIDE, vertritt den entsprechenden Forschungsschwerpunkt der Universität Duisburg-Essen (UDE): Seit 2005 vernetzt es die Forschungs- und Lehraktivitäten, die sich mit der Nanodimension beschäftigen, in den Natur- und Ingenieurwissenschaften sowie in der Medizin.

## Ziele und Aufgaben
Die Wissenschaftler in CENIDE bilden ein interdisziplinäres Netzwerk, das die fächerübergreifende Zusammenarbeit fördert und hilft, die Lücke zwischen akademischer Grundlagenforschung und industrieller Umsetzung zu überbrücken. CENIDE unterstützt seine Mitglieder und Partner aus Wissenschaft und Industrie dabei, Forschungskooperationen zu etablieren und zu koordinieren.

## Forschungsschwerpunkte
CENIDE koordiniert und fördert den wissenschaftlichen Fortschritt in Chemie, Physik, den Ingenieurwissenschaften, Biologie und Medizin. Schwerpunkte sind:
- Katalyse
- Dynamische Prozesse in Festkörpern
- Gasphasensynthese von Nanomaterialien
- Magnetische Materialien
- Nanomaterialien für die Gesundheit
- Nanotechnologie in Energieanwendungen

## NanoEnergieTechnikZentrum (NETZ)
Einer der Schwerpunkte von CENIDE ist die Nanoenergietechnik – der Einsatz der Nanotechnologie für energietechnische Anwendungen. Der Forschungsbau NanoEnergieTechnikZentrum, kurz NETZ, ist gezielt der Entwicklung von Verfahren zur Synthese von Nanomaterialien mit maßgeschneiderten Eigenschaften gewidmet. Das Ziel der hier Forschenden ist es, die Entstehungs- und Wachstumsprozesse von Nanomaterialien zu verstehen und auf dieser Grundlage spezifische Materialien mit maßgeschneiderten Eigenschaften herzustellen. So sollen geeignete Prozesse bis hin zur industriellen Anwendung entwickelt werden.

## Interdisciplinary Center for Analytics on the Nanoscale (ICAN)
Ein Service von CENIDE ist das DFG-Gerätezentrum Interdisciplinary Center for Analytics on the Nanoscale, kurz ICAN. Es vereint an der UDE Geräte, Methoden und fachliche Kompetenz zur Analytik auf der Nanometerskala. Hier fließt naturwissenschaftliche Grundlagenforschung in die anwendungsorientierte Entwicklung neuer Materialien ein. Dafür braucht es umfangreiche analytische Methoden, um die Prozessierung und Struktur der Materialien zu optimieren und die zugrunde liegenden Mechanismen zu verstehen. Nur so lassen sich maßgeschneiderte Materialien mit definierten Eigenschaften gezielt herstellen. Einen wesentlichen Schwerpunkt von ICAN bildet das Mikroskopiezentrum im NanoEnergieTechnikZentrum (NETZ) am Campus Duisburg. Hier wurden direkt neben den Syntheselaboren spezifische, klimatisierte Labors eingerichtet, in denen modernste Geräte mechanisch und elektromagnetisch abgeschirmt betrieben werden, um empfindliche Messungen mit höchster Auflösung bis in den atomaren Bereich zu ermöglichen.